# Copelatus boukali
Copelatus boukali es una especie de escarabajo buceador del género Copelatus, de la subfamilia Copelatinae, en la familia Dytiscidae. Fue descrito por Hendrich & Balke en 1998.